# Alan Partridge's Scissored Isle
Alan Partridge's Scissored Isle é um episódio especial da série Mid Morning Matters with Alan Partridge, estrelada por Steve Coogan.
A série foi premiada na categoria de Melhor Comédia no Emmy Internacional 2017.

## Sinopse
Após um incidente ao vivo, Alan (Steve Coogan) tenta lidar com a controvérsia que ele causou. Deixando de lado sua vida confortável, ele viaja para o norte em busca de redenção. A bordo de seu Land Rover, na companhia de seu cachorro, ele tenta se relacionar com as pessoas de baixa renda que ele ofendeu durante seu programa. Seu objetivo é o de tentar entender a forma como vivem, de olhar para o mundo pelo ponto de vista deles e, quem sabe, se tornar uma pessoa e um profissional melhor.

## Elenco
- Steve Coogan... Alan Partridge
- John Thomson... Kevin Ruddock
- Ben Rufus Green... David Paul
- Jean Ellwood... Pam
- Rachel Bullen... Shakira
- Miles Jupp... James Havant Brown
- Tom Leonard... Darren
- Danny Rodley... Paul
- Adem Marshall... Jack
- Louis Drogan... Membro do grupo 1
- Cameron Drain... Membro do grupo 2
- Fiona Allen... Prefeito
- Karl Theobald... Joel Maidment